# Andrew Crofts
Andrew Lawrence Crofts (Chatham, Kent, Inglaterra; 29 de mayo de 1984) es un exfutbolista y entrenador galés. Actualmente es asistente técnico de Fabian Hürzeler en el Brighton & Hove Albion Football Club de la Premier League de Inglaterra.
Como futbolista, se desempeñaba de centrocampista y pasó su carrera en clubes de Inglaterra, disputando una temporada de Premier League con el Norwich City en 2011-12. Fue internacional absoluto por la selección de Gales entre 2005 y 2017, disputando 29 encuentros.
Empezó su carrera en el Gillingham, debutó en la Liga local a la edad de 16 años, e hizo 190 apariciones para el club. Pasó a préstamo al Peterborough y Wrexham durante la temporada 2008–09 y se unió al Brighton & Hove Albion en 2009. Después de una temporada exitosa en Brighton fue transferido al Norwich en 2010, antes de regeresar al club de la costa del sur en 2012.
Tras su retiro en el Brighton & Hove Albion en 2021, comenzó su carrera como entrenador en las inferiores del equipo.

## Primeros años
Crofts nació en Chatham, Kent, y empezó a jugar al fútbol competitivo a la edad de seis años para un club en cercano, llamado Rainham. Entre las edades de 10 y 15 años se entrenó en las pruebas que organizó el club de la Premier League, el Chelsea.

## Trayectoria

### Gillingham
En septiembre de 2000, Crofts se unió al Gillingham y era una de las promesas en las canteras del equipo de reserva del club durante el 2000–01. Al final de la temporada, poco antes de su cumpleaños número 17, es incluido de sorpresa en el primer equipo en un partido en casa ante el Watford, e hizo su debut de Liga reemplazando a Marlon King. La temporada siguiente padece una rotura de ligamentos durante un partido del equipo reserva y se perdió varios partidos de la temporada. A pesar de que regresó temprano a los campos en 2002, su aparición en el primer equipo no vino hasta octubre, en un partido de Copa de la Liga contra el Stockport County. Finalmente se aseguró un lugar en el primer equipo hacia el fin de la temporada siguiente, participando regularmente durante marzo y abril de 2004.

Crofts tuvo un lugar en el primer equipo en la temporada 2004–05, jugando 27 partidos en la Premier, y anotando su primer gol en el club en una derrota ante el Brighton & Hove Albion el 26 de diciembre. En enero de 2005, firmó un contrato para mantenerle en el club hasta 2009. Fue excluido del equipo entre marzo y abril, pero estuvo presente en el último partido de la temporada, en un partido contra el Nottingham en el cual los "Gills" fueron relegados del Football League Championship, la segunda división del fútbol inglés, a la Football League One. En la 2005–06, hizo más apariciones que cualquier jugador en el Gillingham, perdiendo solo uno de los 46 partidos del equipo en League One. A pesar de que el equipo luchó en la liga, acabando en la mitad para abajo en la tabla, derrotaron al equipo de Premier League Portsmouth en la Copa de La Liga, con Crofts anotando el tanto que los haría ganadores del partido. La temporada siguiente, él juega 40 partidos y también marca ocho goles, su mejor media goleadora en una temporada individual, pero el Gillingham otra vez acabó la temporada en la mitad de la tabla. Hizo su aparición número 100 para el club el 18 de diciembre de 2006 en un partido contra el Bournemouth, y marcó un gol en el partido. Al final de la temporada,  ganó cuatro premios entre ellos al jugador del Año y fue bautizado Señor Gillingham por el entonces director técnico Ronnie Jepson. Crofts es elegido capitán del equipo en la temporada 2007–08, pero su equipo es relegado a League Two. En octubre se le retiró la capitanía, la cual fue dada dada a Barry Fuller. El director Mark Stimson declaró que sentía que la capitanía podría haber sido demasiada carga para Crofts, y tuvo un efecto negativo en su forma. Pronto después, el club hizo Crofts disponible para transferencia.

#### Peterborough Unido y Wrexham (préstamo)
En noviembre de 2008, el Peterborough United logró el préstamo de Crofts. Poco después regresó a Gillingham en enero siguiente, pero fue cedido otra vez, al Wrexham hasta el fin de la temporada. Hizo su debut el mismo día en una derrota 2–1 frente al Burton Albion. A su regreso a Gillingham, es liberado de su contrato.

### Brighton & Hove Albion
El 29 de junio de 2009, Crofts se unió al Brighton & Hove Albion en un contrato de dos años. Su debut para ek Brighton fue durante la derrota en casa 1-0 ante el Walsall el 8 de agosto de 2009 y anotó su primer gol para el Brighton durante el 2–2 ante el Yeovil el 10 de octubre de 2009. Crofts fue elegido capitán por el entrenador Gus Poyet en la victoria 3–1 ante el Southampton. Crofts fue confirmado como capitán permanente a principios de enero de 2010.

### Norwich
El 21 de mayo de 2010, el Norwich City anunció la adquisición de Crofts procedente Brighton, por una cantidad de £300,000. Firmó un trato de tres años en Carrow. El 6 de agosto de 2010, anotó en su debut contra el Watford. Su equipo logró la promoción a la Premier League en su primera temporada en el club.

### Brighton & Hove Albion
Crofts fue transferido otra vez al Brighton en agosto de 2012.

### Gillingham
Regresó al Gillingham el 19 de marzo de 2016, como préstamo hasta el final de la temporada.

### Charlton Athletic
El 22 de julio de 2016 fichó por un año con Charlton Athletic. Anotó su primer gol para el club en el empate 1-1 contra el Southend United el 31 de diciembre de 2016. El 1 de septiembre de 2017 el club anunció el término del contrato del jugador por mutuo acuerdo.

### Scunthorpe United
Crofts se unió al Scunthorpe United el 31 de agosto de 2017, firmando por un año con el club del Norte de Lincolnshire. El 18 de mayo de 2018 no se renovó su contrato.

### Newport County
Fichó por un año por el Newport County el 26 de junio de 2018. Debutó el 4 de agosto en la derrota por 3-0 frente al Mansfield Town.

### Yeovil Town
El 27 de junio de 2019, el Yeovil Town anunció su incorporación como jugador-entrenador.

### Brighton & Hove Albion
Un mes después de su fichaje por el Yeovil Town, el Brighton & Hove Albion anunció su regreso para desempeñar el mismo rol en el equipo sub-23.

### Como entrenador
Tras su retiro, el 5 de junio de 2021 Crofts fue nombrado entrenador del equipo sub-23 del Brighton & Hove Albion.
El 8 de septiembre de 2022, fue nombrado director técnico interino del primer equipo tras la salida de Graham Potter. Luego de la contratación de Roberto De Zerbi como nuevo entrenador del club, Crofts fue asignado al cuerpo técnico del primer equipo.

## Selección nacional
Hizo su debut para el equipo nacional galés contra Azerbaiyán el 12 de octubre de 2005, reemplazando a Carl Fletcher. Al final del 2005, cuando John Toshack introdujo la política de promover jugadores jóvenes al equipo, Crofts tuvo dos apariciones, ambos como sustituto, contra Paraguay y Trinidad y Tobago.
Este fue incluido en la lista para una competencia internacional por primera vez en agosto de 2007 cuándo jugó los 90 minutos de un partido contra Bulgaria, pero volvió al banco para el de clasificación para la Euro 2008, en un partido contra Alemania.

## Estadísticas
Al final de su carrera
| Gillingham Inglaterra                                                          | 2.ª           | 2000–01       | 1   | 0  | 0  | 0 | 0  | 0 | —  | — | 1   | 0  |
| Gillingham Inglaterra                                                          | 2.ª           | 2001–02       | 0   | 0  | 0  | 0 | 0  | 0 | —  | — | 0   | 0  |
| Gillingham Inglaterra                                                          | 2.ª           | 2002–03       | 0   | 0  | 0  | 0 | 1  | 0 | —  | — | 1   | 0  |
| Gillingham Inglaterra                                                          | 2.ª           | 2003–04       | 8   | 0  | 0  | 0 | 1  | 0 | —  | — | 9   | 0  |
| Gillingham Inglaterra                                                          | 2.ª           | 2004–05       | 27  | 2  | 1  | 0 | 0  | 0 | —  | — | 28  | 2  |
| Gillingham Inglaterra                                                          | 3.ª           | 2005–06       | 45  | 2  | 1  | 0 | 3  | 1 | 2  | 0 | 51  | 3  |
| Gillingham Inglaterra                                                          | 3.ª           | 2006–07       | 43  | 8  | 2  | 0 | 1  | 1 | 1  | 0 | 47  | 9  |
| Gillingham Inglaterra                                                          | 3.ª           | 2007–08       | 41  | 5  | 1  | 0 | 1  | 0 | —  | — | 43  | 5  |
| Gillingham Inglaterra                                                          | 4.ª           | 2008–09       | 9   | 0  | 1  | 0 | 1  | 0 | —  | — | 11  | 0  |
| Gillingham Inglaterra                                                          | Total club    | Total club    | 174 | 17 | 6  | 0 | 8  | 2 | 3  | 0 | 191 | 19 |
| Peterborough United Inglaterra                                                 | 3.ª           | 2008–09       | 9   | 0  | 0  | 0 | 0  | 0 | —  | — | 9   | 0  |
| Peterborough United Inglaterra                                                 | Total club    | Total club    | 9   | 0  | 0  | 0 | 0  | 0 | 0  | 0 | 9   | 0  |
| Wrexham Gales                                                                  | 5.ª           | 2008–09       | 16  | 1  | 0  | 0 | 0  | 0 | 2  | 0 | 18  | 1  |
| Wrexham Gales                                                                  | Total club    | Total club    | 16  | 1  | 0  | 0 | 0  | 0 | 2  | 0 | 18  | 1  |
| Brighton & Hove Albion Inglaterra                                              | 3.ª           | 2009–10       | 44  | 5  | 5  | 0 | 1  | 0 | —  | — | 50  | 7  |
| Brighton & Hove Albion Inglaterra                                              | Total club    | Total club    | 44  | 5  | 5  | 0 | 1  | 0 | 0  | 0 | 50  | 7  |
| Norwich City Inglaterra                                                        | 2.ª           | 2010–11       | 44  | 8  | 0  | 0 | 0  | 0 | —  | — | 44  | 8  |
| Norwich City Inglaterra                                                        | 1.ª           | 2011–12       | 24  | 0  | 2  | 0 | 0  | 0 | —  | — | 26  | 0  |
| Norwich City Inglaterra                                                        | Total club    | Total club    | 68  | 8  | 2  | 0 | 0  | 0 | 0  | 0 | 70  | 8  |
| Brighton & Hove Albion Inglaterra                                              | 2.ª           | 2012–13       | 24  | 0  | 1  | 0 | 0  | 0 | —  | — | 25  | 0  |
| Brighton & Hove Albion Inglaterra                                              | 2.ª           | 2013–14       | 23  | 5  | 1  | 1 | 0  | 0 | —  | — | 24  | 6  |
| Brighton & Hove Albion Inglaterra                                              | 2.ª           | 2014-15       | 7   | 0  | 0  | 0 | 1  | 0 | —  | — | 8   | 0  |
| Brighton & Hove Albion Inglaterra                                              | 2.ª           | 2015-16       | 17  | 0  | 1  | 0 | 0  | 0 | —  | — | 18  | 0  |
| Brighton & Hove Albion Inglaterra                                              | Total club    | Total club    | 71  | 5  | 3  | 1 | 1  | 0 | 0  | 0 | 75  | 6  |
| Gillingham Inglaterra                                                          | 3.ª           | 2015-16       | 6   | 0  | 0  | 0 | 0  | 0 | —  | — | 6   | 0  |
| Gillingham Inglaterra                                                          | Total club    | Total club    | 6   | 0  | 0  | 0 | 0  | 0 | 0  | 0 | 6   | 0  |
| Charlton Athletic Inglaterra                                                   | 3.ª           | 2016-17       | 45  | 1  | 2  | 0 | 1  | 0 | 3  | 0 | 51  | 1  |
| Charlton Athletic Inglaterra                                                   | 3.ª           | 2017-18       | 1   | 0  | 0  | 0 | 1  | 0 | 1  | 0 | 3   | 0  |
| Charlton Athletic Inglaterra                                                   | Total club    | Total club    | 46  | 1  | 2  | 0 | 2  | 0 | 4  | 0 | 54  | 1  |
| Scunthorpe United Inglaterra                                                   | 3.ª           | 2017-18       | 4   | 0  | 2  | 0 | 0  | 0 | —  | — | 6   | 0  |
| Scunthorpe United Inglaterra                                                   | Total club    | Total club    | 4   | 0  | 2  | 0 | 0  | 0 | 0  | 0 | 6   | 0  |
| Newport County Inglaterra                                                      | 4.ª           | 2018-19       | 9   | 0  | 1  | 0 | 1  | 0 | 1  | 0 | 12  | 0  |
| Newport County Inglaterra                                                      | Total club    | Total club    | 9   | 0  | 1  | 0 | 1  | 0 | 1  | 0 | 12  | 0  |
| Yeovil Town Inglaterra                                                         | 5.ª           | 2019-20       | 0   | 0  | 0  | 0 | 0  | 0 | —  | — | 0   | 0  |
| Yeovil Town Inglaterra                                                         | Total club    | Total club    | 0   | 0  | 0  | 0 | 0  | 0 | 0  | 0 | 0   | 0  |
| Brighton & Hove Albion U23 Inglaterra                                          | 2019-20       | 2019-20       | —   | —  | —  | — | —  | — | 1  | 0 | 1   | 0  |
| Brighton & Hove Albion U23 Inglaterra                                          | 2020-21       | 2020-21       | —   | —  | —  | — | —  | — | 2  | 0 | 2   | 0  |
| Brighton & Hove Albion U23 Inglaterra                                          | Total club    | Total club    | 0   | 0  | 0  | 0 | 0  | 0 | 3  | 0 | 3   | 0  |
| Total carrera                                                                  | Total carrera | Total carrera | 447 | 37 | 21 | 3 | 13 | 2 | 13 | 0 | 494 | 42 |
| (1) Incluye datos del EFL Trophy, el FA Trophy y lo play-offs de la League Two |               |               |     |    |    |   |    |   |    |   |     |    |

## Vida personal
Crofts es hincha del Chelsea y durante un tiempo compartió piso con el capitán John Terry. Durante el tiempo que era capitán del Gillingham, estuvo implicado en un gran número de acontecimientos de caridad, incluyendo una actuación como camarero en un Gillingham pub y presentándose con una camisa firmada a un seguidor adolescente con problemas en el cerebro. En enero de 2005, dedicó un gol a su abuela Lily, quién había muerto varios meses atrás.